# Йобст, Герберт
Герберт Йобст (нем. Herbert Jobst; 30 июля 1915, Вельцов — 28 июня 1990, Нойштрелиц) — немецкий писатель.
Родился в семье шахтёра, погибшего на Первой мировой войне. Мать вскоре бросила ребёнка, и мальчик рос в различных приёмных семьях. Окончив начальную школу, получил в Майссене профессию печатника, вступил в несколько молодёжных социалистических организаций. В дальнейшем был как безработный привлечён к общественным работам, в 1934 году бежал в Австрию, затем в Италию и Югославию, бродяжничал, занимался подённым трудом. В 1937 г. был депортирован обратно в Германию и призван на военную службу, но вскоре осуждён за подрыв военной силы государства и помещён в военную тюрьму в Торгау. После начала Второй мировой войны отправлен на фронт с испытательным сроком, принимал участие в боевых действиях и попал в плен в Восточной Пруссии под Хайлигенбайлем. До 1947 года находился в лагере для военнопленных под Челябинском, работал на угольной шахте.

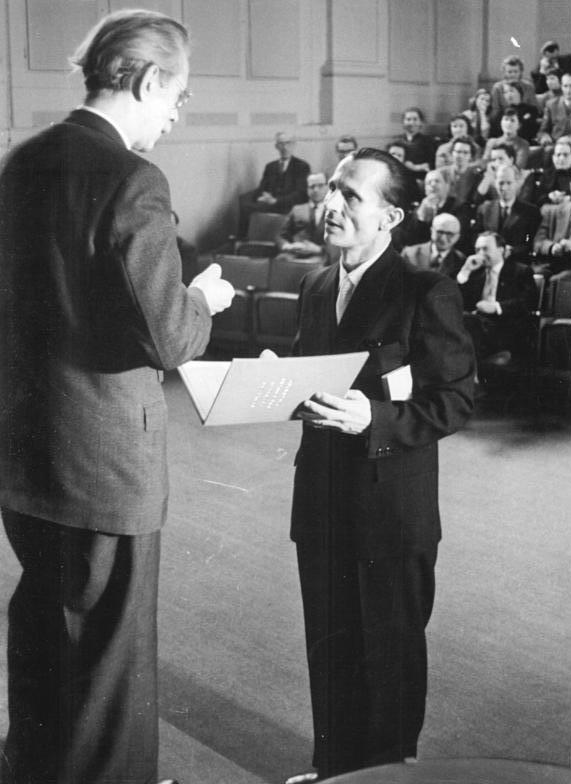
Отто Нагель вручает Герберту Йобсту премию Генриха Манна

Вернувшись из плена в зону советской оккупации Германии, обосновался в Дрездене, работал сторожем, забойщиком в шахте. Окончил Фрайбергскую горную академию (1953). Затем, однако, полностью посвятил себя занятиям литературой. Основное произведение Йобста — автобиографическая тетралогия «Драматический жизненный путь Адама Пробста» (нем. Der dramatische Lebensweg des Adam Probst), состоящая из романов «Подкидыш» (нем. Der Findling; 1957), «Воспитанник» (нем. Der Zögling; 1959), «Бродяга» (нем. Der Vagabund; 1963) и «Искатель счастья» (нем. Der Glücksucher; 1973). За первую книгу тетралогии Йобст был в 1958 году награждён Премией Генриха Манна; на дебют Йобста откликнулся западногерманский журнал «Шпигель», отметивший небывалый успех книги у читательской аудитории: «Подкидыш» «стал бестселлером благодаря покупателям книг, а не утверждённым партией закупкам для библиотек на предприятиях, чему многие другие книги советской зоны обязаны высокими тиражами». Определённая автобиографическая основа есть и в написанном Йобстом киносценарии фильма «Чужак» (нем. Der Fremde; 1961, ГДР, режиссёр Иоганнес Арпе). После того, как автобиографический материал иссяк, Йобст опубликовал лишь одну книгу — сборник рассказов «Перемена обстоятельств» (нем. Tapetenwechsel; 1983).
Жена, Лиза Йобст (нем. Lisa Jobst; 1920—2005), выпустила в 1990 г. книгу стихов.